# Религия в ЮАР
Религия в ЮАР. Согласно результатам переписи населения в 2001 году в ЮАР было следующее количество верующих по деноминациям:

## Христианство
| - Сионские христианские церкви — 4 973 000, - пятидесятники — 3 695 000, - католики — 3 183 000, - методисты — 3 036 000, - голландские реформаты — 3 004 000, - англикане — 1 722 000, - лютеране — 1 130 900, - пресвитериане — 832 500, - баптисты — 691 100, - конгрегационалисты — 508 800, - Bandla Lama Nazaretha — 249 100, - Миссия апостольской веры — 246 200, - православные — 42 260, | Учтены также верующие из мелких деноминаций по направлениям: - Другие Апостолические церкви — 5 627 000, - Другие христианские церкви — 2 890 000, - Другие Сионские церкви — 1 886 000, - Эфиопские церкви — 1 150 000, - Другие Африканские независимые церкви — 656 600, - Другие Реформатские церкви — 226 500. - Африканские традиционные религии — 125 900, - Индуизм — 551 600, - Ислам — 654 100, - Иудаизм — 75 550, - Другие верования — 283 800. |

## Перепись 2007 года
Перепись 2007 года показала следующие результаты:
| Вероисповедание                        | Последователи | %     | Последователи | %     |
| Вероисповедание                        | 2001          | 2001  | 2007          | 2007  |
| -------------------------------------- | ------------- | ----- | ------------- | ----- |
| Христианство                           | 35 750 641    | 79,77 | 29 684 861    | 73,52 |
| Нерелигиозность                        | 6 767 165     | 15,10 | 3 262 428     | 8,08  |
| Другие                                 | 283 815       | 0,63  |               |       |
| Буддизм/Китайская традиционная религия |               |       | 12 113        | 0,03  |
| Ислам                                  | 654 064       | 1,46  | 985 460       | 1,45  |
| Ответ не дан                           | 610 974       | 1,36  |               |       |
| Индуизм                                | 551 668       | 1,23  | 504 707       | 1,25  |
| Африканские традиционные религии       | 125 898       | 0,28  | 6 056 487     | 15,00 |
| Иудаизм                                | 75 549        | 0,17  | 68 640        | 0,17  |

## Протестантские организации
В 1923 году бывшими членами Свободной церкви Шотландии в Южной Африке была основана Реформатская церковь Христа «Маран-афа».

## Межрелигиозные организации
В 1968 году был учреждён Южноафриканский совет церквей, который сыграл важную роль в борьбе с апартеидом и преодолении его последствий и впоследствии стал членом Содружества христианских советов Южной Африки.